# Yicheng (Xiangyang)
Koordinaten: 31° 42′ N, 112° 22′ O
Die Stadt  Yicheng (chinesisch 宜城市, Pinyin Yíchéng Shì) ist eine kreisfreie Stadt in der Provinz Hubei in Zentralchina, die zum Verwaltungsgebiet der bezirksfreien Stadt Xiangyang gehört. Yicheng hat eine Fläche von 2.108 km² und zählt 527.800 Einwohner (Stand: Ende 2019).